# Sjabla
Sjabla (bulgariska: Шабла) är en ort i Bulgarien.   Den ligger i kommunen Obsjtina Sjabla och regionen Dobritj, i den östra delen av landet, 400 km öster om huvudstaden Sofia. Sjabla ligger 23 meter över havet och antalet invånare är 3 901.
Terrängen runt Sjabla är huvudsakligen platt. Sjabla ligger nere i en dal. Närmaste större samhälle är Kavarna, 19,6 km sydväst om Sjabla.
Trakten runt Sjabla består till största delen av jordbruksmark.